# Terza Divisione 1926-1927
La Terza Divisione 1926-1927 fu l'insieme dei massimi tornei regionali di quell'edizione del campionato italiano di calcio. Secondo le disposizioni della Carta di Viareggio divenne l'unico livello regionale, tranne provvisoriamente per la Lombardia e l'Emilia che dovettero organizzare anche la Quarta Divisione fino al 1927-1928.
Al Nord i gironi regionali erano solo un'eliminatoria preliminare ad una seconda fase primaverile disputata sotto forma di un campionato interregionale a sei gruppi, gestiti dal Direttorio Divisioni Inferiori Nord e valevoli per una promozione ciascuno. In teoria le finali interregionali si sarebbero dovute disputare anche al Sud (con in palio quattro promozioni) ma il Direttorio Divisioni Inferiori Sud decise di non farle disputare.

## Piemonte

### Girone A

#### Squadre partecipanti
| Club                       | Città               | Stadio | Stagione precedente |
| -------------------------- | ------------------- | ------ | ------------------- |
| U.S. Arona                 | Arona (NO)          |        |                     |
| C.S. Crusinallese          | Crusinallo (NO)     |        |                     |
| Domo F.B.C.                | Domodossola (NO)    |        |                     |
| U.S. Oleggio               | Oleggio (NO)        |        |                     |
| U.S. Omegnese              | Omegna (NO)         |        |                     |
| G.S. Stabilimento Rumianca | Pieve Vergonte (NO) |        |                     |
| Stresa Sportiva            | Stresa (NO)         |        |                     |

#### Classifica finale
|  | Pos. | Squadra      | Pt | G  | V | N | P | GF | GS | DR |
|  | ---- | ------------ | -- | -- | - | - | - | -- | -- | -- |
|  | 1.   | Domo         | 19 | 12 |   |   |   |    |    | +  |
|  | 2.   | Omegnese     | 18 | 12 |   |   |   |    |    | +  |
|  | 3.   | Arona        | 17 | 12 |   |   |   |    |    | +  |
|  | 4.   | Crusinallese | 16 | 12 |   |   |   |    |    | -  |
|  | 5.   | Oleggio      | 5  | 12 |   |   |   |    |    | -  |
|  | 5.   | Stresa       | 5  | 12 |   |   |   |    |    | -  |
|  | 7.   | Rumianca     | 1  | 12 |   |   |   |    |    | -  |

Legenda:
      Ammesso alle finali nord.
Regolamento:
Due punti a vittoria, uno a pareggio, zero a sconfitta.
In caso di pari punti per le squadre fuori dalla zona promozione era in vigore il pari merito.
Non sono previste retrocessioni.
Note:
Mancano 3 punti dal computo totale.

### Girone B

#### Squadre partecipanti
| Club                      | Città                  | Stadio | Stagione precedente |
| ------------------------- | ---------------------- | ------ | ------------------- |
| U.S. Borgosesia           | Borgosesia (VC)        |        |                     |
| U.S. Coggiola             | Coggiola (VC)          |        |                     |
| Cossato F.C.              | Cossato (VC)           |        |                     |
| S.S. Erios                | Vigliano Biellese (VC) |        |                     |
| G.S. Filatura di Tollegno | Tollegno (VC)          |        |                     |
| Gattinara F.C.            | Gattinara (VC)         |        |                     |
| S.C. Pro Candelo          | Candelo (VC)           |        |                     |
| U.S. Serravallese         | Serravalle Sesia (VC)  |        |                     |
| U.S. Valle Cervo          | Sagliano Micca (VC)    |        |                     |

#### Classifica finale
|  | Pos. | Squadra              | Pt | G  | V  | N | P  | GF | GS | DR  |
|  | ---- | -------------------- | -- | -- | -- | - | -- | -- | -- | --- |
|  | 1.   | Valle Cervo          | 27 | 17 | 12 | 3 | 2  | 48 | 21 | +27 |
|  | 2.   | Filatura di Tollegno | 25 | 17 | 11 | 3 | 3  | 48 | 25 | +23 |
|  | 3.   | Gattinara            | 24 | 16 | 12 | 0 | 4  | 42 | 23 | +24 |
|  | 4.   | Cossato              | 22 | 16 | 10 | 2 | 4  | 33 | 21 | +22 |
|  | 5.   | Pro Candelo          | 13 | 16 | 4  | 5 | 7  | 27 | 27 | 0   |
|  | 5.   | Erios                | 13 | 16 | 5  | 3 | 8  | 25 | 25 | 0   |
|  | 7.   | Serravallese         | 11 | 16 | 4  | 3 | 9  | 17 | 31 | -14 |
|  | 8.   | Borgosesia           | 6  | 16 | 1  | 4 | 11 | 15 | 40 | -25 |
|  | 9.   | Coggiola             | 5  | 16 | 0  | 5 | 11 | 19 | 61 | -42 |

Legenda:
      Ammesso alle finali nord.
Regolamento:
Due punti a vittoria, uno a pareggio, zero a sconfitta.
In caso di pari punti per le squadre fuori dalla zona promozione era in vigore il pari merito.
Non sono previste retrocessioni.

##### Qualificazione
|                      | Risultati |             | Luogo e data           |
| -------------------- | --------- | ----------- | ---------------------- |
| Filatura di Tollegno | 0 - 1     | Valle Cervo | Biella, 15 maggio 1927 |
|                      |           |             |                        |

### Girone C

#### Squadre partecipanti
| Club                                     | Città            | Stadio | Stagione precedente |
| ---------------------------------------- | ---------------- | ------ | ------------------- |
| G.S. Acciaierie e Ferriere Novi          | Novi Ligure (AL) |        |                     |
| U.S. Acqui                               | Acqui Terme (AL) |        |                     |
| S.C. Giovane Piemonte                    | Torino           |        |                     |
| U.S. Ivrea                               | Ivrea (TO)       |        |                     |
| U.R.S. La Chivasso                       | Chivasso (TO)    |        |                     |
| G.S. Lancia                              | Torino           |        |                     |
| S.C. Michelin                            | Torino           |        |                     |
| Dop. Az.le S.I.P. (D.A.S.)               | Torino           |        |                     |
| G.S. S.P.A. (Soc. Piemontese Automobili) | Torino           |        |                     |
| U.S. Trinese                             | Trino (VC)       |        |                     |

#### Classifica finale
|  | Pos. | Squadra                    | Pt | G  | V  | N | P | GF | GS | DR  |
|  | ---- | -------------------------- | -- | -- | -- | - | - | -- | -- | --- |
|  | 1.   | Acqui                      | 32 | 18 | 14 | 4 | 0 | 48 | 12 | +36 |
|  | 2.   | Michelin                   | 28 | 18 |    |   |   |    |    | +   |
|  | 3.   | SPA Torino                 | 23 | 18 |    |   |   |    |    | +   |
|  | 4.   | SIP Torino                 | 21 | 18 |    |   |   |    |    | +   |
|  | 5.   | Acciaierie & Ferriere Novi | 20 | 18 |    |   |   |    |    | +   |
|  | 6.   | La Chivasso                | 19 | 18 |    |   |   |    |    | -   |
|  | 6.   | Lancia                     | 19 | 18 |    |   |   |    |    | -   |
|  | 8.   | Giovane Piemonte           | 8  | 18 |    |   |   |    |    | -   |
|  | 9.   | Ivrea                      | 4  | 18 |    |   |   |    |    | -   |
|  | 10.  | Trinese                    | 3  | 18 |    |   |   |    |    | -   |

Legenda:
      Ammesso alle finali nord.
Regolamento:
Due punti a vittoria, uno a pareggio, zero a sconfitta.
In caso di pari punti per le squadre fuori dalla zona promozione era in vigore il pari merito.
Non sono previste retrocessioni.
Note:
Mancano 3 punti dal computo totale.

### Girone D

#### Squadre partecipanti
| Club                  | Città              | Stadio | Stagione precedente |
| --------------------- | ------------------ | ------ | ------------------- |
| U.S. Albese           | Alba (CN)          |        |                     |
| U.S. Alta Italia      | Cuneo              |        |                     |
| U.S. Braidese         | Bra (CN)           |        |                     |
| S.S. C.E. Costamagna  | Mondovì (CN)       |        |                     |
| U.S. Chieri           | Chieri (TO)        |        |                     |
| U.S. Cuneese          | Cuneo              |        |                     |
| F.C. Ginnico          | Saluzzo (CN)       |        |                     |
| G.S. Mazzonis         | Torre Pellice (TO) |        |                     |
| S.S. Principi d'Acaia | Fossano (CN)       |        |                     |
| U.S. Saviglianese     | Savigliano (CN)    |        |                     |

#### Classifica finale
|  | Pos. | Squadra          | Pt | G  | V | N | P | GF | GS | DR |
|  | ---- | ---------------- | -- | -- | - | - | - | -- | -- | -- |
|  | 1.   | Alta Italia      | 30 | 18 |   |   |   |    |    | +  |
|  | 2.   | Albese           | 27 | 18 |   |   |   |    |    | +  |
|  | 2.   | Saviglianese     | 27 | 18 |   |   |   |    |    | +  |
|  | 4.   | Braidese         | 24 | 18 |   |   |   |    |    | +  |
|  | 5.   | Chieri           | 22 | 18 |   |   |   |    |    | +  |
|  | 6.   | Cuneese          | 15 | 18 |   |   |   |    |    | -  |
|  | 7.   | Mazzonis         | 12 | 18 |   |   |   |    |    | -  |
|  | 8.   | Ginnico          | 8  | 18 |   |   |   |    |    | -  |
|  | 8.   | Principi d'Acaia | 8  | 18 |   |   |   |    |    | -  |
|  | 10.  | C.E. Costamagna  | 7  | 18 |   |   |   |    |    | -  |

Legenda:
      Ammesso alle finali nord.
Regolamento:
Due punti a vittoria, uno a pareggio, zero a sconfitta.
In caso di pari punti per le squadre fuori dalla zona promozione era in vigore il pari merito.
Non sono previste retrocessioni.

## Liguria

### Girone A

#### Squadre partecipanti
| Club               | Città                 | Stadio | Stagione precedente |
| ------------------ | --------------------- | ------ | ------------------- |
| U.S. Alba Docilia  | Albissola Marina (SV) |        |                     |
| Aurora F.C.        | Savona                |        |                     |
| Avis Valleggia     | Quiliano (SV)         |        |                     |
| S.S. Fornaci       | Savona                |        |                     |
| U.S. Imperia       | Imperia               |        |                     |
| U.S. Miramare      | Savona                |        |                     |
| Nuova Scat         | Savona                |        |                     |
| U.S. Veloce        | Savona                |        |                     |
| U.S. Ventimigliese | Ventimiglia (IM)      |        |                     |
| U.S. Virtus        | Savona                |        |                     |

#### Classifica finale
|  | Pos. | Squadra        | Pt | G  | V | N | P | GF | GS | DR |
|  | ---- | -------------- | -- | -- | - | - | - | -- | -- | -- |
|  | 1.   | Ventimigliese  | 29 | 18 |   |   |   |    |    | +  |
|  | 2.   | Miramare       | 26 | 18 |   |   |   |    |    | +  |
|  | 3.   | Imperia        | 23 | 18 |   |   |   |    |    | +  |
|  | 4.   | Nuova Scat     | 19 | 18 |   |   |   |    |    | +  |
|  | 5.   | Alba Docilia   | 17 | 18 |   |   |   |    |    | +  |
|  | 6.   | Virtus         | 16 | 18 |   |   |   |    |    | -  |
|  | 7.   | Aurora         | 13 | 18 |   |   |   |    |    | -  |
|  | 7.   | Fornaci        | 13 | 18 |   |   |   |    |    | -  |
|  | 9.   | Avis Valleggia | 12 | 18 |   |   |   |    |    | -  |
|  | 9.   | Veloce Savona  | 12 | 18 |   |   |   |    |    | -  |

Legenda:
      Ammesso alle finali nord.
Regolamento:
Due punti a vittoria, uno a pareggio, zero a sconfitta.
In caso di pari punti per le squadre fuori dalla zona promozione era in vigore il pari merito.

### Girone B

#### Squadre partecipanti
| Club                   | Città                        | Stadio | Stagione precedente |
| ---------------------- | ---------------------------- | ------ | ------------------- |
| Entella F.B.C.         | Chiavari (GE)                |        |                     |
| U.S. Juventus Spezzina | La Spezia                    |        |                     |
| G.S. Terni             | La Spezia                    |        |                     |
| Pegazzano F.B.C.       | La Spezia                    |        |                     |
| S.C. Riva              | Sestri Levante (GE)          |        |                     |
| U.S. Sestri Levante    | Sestri Levante (GE)          |        |                     |
| S.S. Tigullio          | Santa Margherita Ligure (GE) |        |                     |

#### Classifica finale
|  | Pos. | Squadra           | Pt | G  | V | N | P | GF | GS | DR |
|  | ---- | ----------------- | -- | -- | - | - | - | -- | -- | -- |
|  | 1.   | Sestri Levante    | 17 | 12 |   |   |   |    |    | +  |
|  | 2.   | Juventus Spezzina | 14 | 12 |   |   |   |    |    | +  |
|  | 2.   | Terni             | 14 | 12 |   |   |   |    |    | +  |
|  | 2.   | Entella           | 14 | 12 |   |   |   |    |    | +  |
|  | 5.   | Pegazzano         | 12 | 12 |   |   |   |    |    | -  |
|  | 5.   | Riva Trigoso      | 12 | 12 |   |   |   |    |    | -  |
|  | 7.   | Tigullio          | 1  | 12 |   |   |   |    |    | -  |

Legenda:
      Ammesso alle finali nord.
Regolamento:
Due punti a vittoria, uno a pareggio, zero a sconfitta.
In caso di pari punti per le squadre fuori dalla zona promozione era in vigore il pari merito.

### Girone C

#### Squadre partecipanti
| Club                  | Città        | Stadio | Stagione precedente |
| --------------------- | ------------ | ------ | ------------------- |
| S.C. Aquila           | Genova       |        |                     |
| Borgo Incrociati      | Genova       |        |                     |
| Brignole S.C.         | Genova       |        |                     |
| U.S. Busallese        | Busalla (GE) |        |                     |
| Edera F.C.            | Genova       |        |                     |
| Esperia               | Genova       |        |                     |
| U.S. Italia Nuova     | Genova       |        |                     |
| S.S. Pro San Gottardo | Genova       |        |                     |
| U.S. Veloci Embriaci  | Genova       |        |                     |
| G.S. Vola             | Genova       |        |                     |

#### Classifica finale
|  | Pos. | Squadra          | Pt | G  | V | N | P | GF | GS | DR |
|  | ---- | ---------------- | -- | -- | - | - | - | -- | -- | -- |
|  | 1.   | Vola             | 31 | 17 |   |   |   |    |    | +  |
|  | 2.   | Italia Nuova     | 29 | 18 |   |   |   |    |    | +  |
|  | 3.   | Veloci Embriaci  | 20 | 18 |   |   |   |    |    | +  |
|  | 3.   | Borgo Incrociati | 20 | 18 |   |   |   |    |    | +  |
|  | 5.   | Busallese        | 18 | 17 |   |   |   |    |    | +  |
|  | 6.   | Pro San Gottardo | 17 | 17 |   |   |   |    |    | -  |
|  | 7.   | Aquila           | 16 | 17 |   |   |   |    |    | -  |
|  | 8.   | Esperia          | 10 | 17 |   |   |   |    |    | -  |
|  | 9.   | Brignole         | 7  | 17 |   |   |   |    |    | -  |
|  | 10.  | Edera            | 6  | 18 |   |   |   |    |    | -  |

Legenda:
      Ammesso alle finali nord.
Regolamento:
Due punti a vittoria, uno a pareggio, zero a sconfitta.
In caso di pari punti per le squadre fuori dalla zona promozione era in vigore il pari merito.

### Girone D

#### Squadre partecipanti
| Club                            | Città              | Stadio | Stagione precedente |
| ------------------------------- | ------------------ | ------ | ------------------- |
| Ass. Don Eugenio Fassicomo      | Genova             |        |                     |
| Fiorente F.C.                   | Genova             |        |                     |
| D.S. Grifone Ausonia            | Genova             |        |                     |
| S.S. La Rondine                 | Genova             |        |                     |
| Maddalena                       | Genova             |        |                     |
| S.C. Molassana                  | Genova             |        |                     |
| G.S. Officine Mecc. San Giorgio | Genova             |        |                     |
| U.S. Pontedecimo                | Genova             |        |                     |
| U.S. Ronchese                   | Ronco Scrivia (GE) |        |                     |
| Spes F.C.                       | Genova             |        |                     |

#### Classifica finale
|  | Pos. | Squadra                    | Pt | G  | V | N | P | GF | GS | DR |
|  | ---- | -------------------------- | -- | -- | - | - | - | -- | -- | -- |
|  | 1.   | Officine Mecc. San Giorgio | 28 | 18 |   |   |   |    |    | +  |
|  | 2.   | Fiorente                   | 25 | 18 |   |   |   |    |    | +  |
|  | 3.   | Don Eugenio Fassicomo      | 24 | 18 |   |   |   |    |    | +  |
|  | 4.   | Pontedecimo                | 23 | 18 |   |   |   |    |    | +  |
|  | 5.   | Grifone Ausonia            | 19 | 18 |   |   |   |    |    | +  |
|  | 5.   | Ronchese                   | 19 | 18 |   |   |   |    |    | -  |
|  | 7.   | Spes Genova                | 16 | 18 |   |   |   |    |    | -  |
|  | 8.   | Molassana                  | 11 | 18 |   |   |   |    |    | -  |
|  | 9.   | La Rondine                 | 8  | 18 |   |   |   |    |    | -  |
|  | 10.  | Maddalena Genova           | 5  | 18 |   |   |   |    |    | -  |

Legenda:
      Ammesso alle finali nord.
Regolamento:
Due punti a vittoria, uno a pareggio, zero a sconfitta.
In caso di pari punti per le squadre fuori dalla zona promozione era in vigore il pari merito.
Non sono previste retrocessioni.
Note:
Mancano 2 punti dal computo totale.

## Lombardia
La Lombardia perse un posto in finale rispetto all’anno prima.

### Girone A

#### Squadre partecipanti
| Club               | Città                   | Stadio | Stagione precedente |
| ------------------ | ----------------------- | ------ | ------------------- |
| Arduino Pavia F.C. | Pavia                   |        |                     |
| Bressana F.C.      | Bressana Bottarone (PV) |        |                     |
| S.C. Dergano       | Milano                  |        |                     |
| S.C. Farini        | Milano                  |        |                     |
| G.S. Marelli       | Milano                  |        |                     |
| S.C. Pro Broni     | Broni (PV)              |        |                     |
| A.C. Stelvio Oloma | Milano                  |        |                     |
| A.C. Vogherese     | Voghera (PV)            |        |                     |

#### Classifica finale
|  | Pos. | Squadra       | Pt | G  | V | N | P | GF | GS | DR |
|  | ---- | ------------- | -- | -- | - | - | - | -- | -- | -- |
|  | 1.   | Vogherese     | 24 | 14 |   |   |   |    |    | +  |
|  | 2.   | Bressana      | 17 | 14 |   |   |   |    |    | +  |
|  | 3.   | Dergano       | 16 | 14 |   |   |   |    |    | +  |
|  | 4.   | Farini        | 15 | 14 |   |   |   |    |    | +  |
|  | 5.   | Marelli       | 14 | 14 |   |   |   |    |    | -  |
|  | 6.   | Arduino Pavia | 11 | 14 |   |   |   |    |    | -  |
|  | 7.   | Stelvio       | 8  | 14 |   |   |   |    |    | -  |
|  | 8.   | Pro Broni     | 7  | 14 |   |   |   |    |    | -  |

Legenda:
      Ammesso alle finali nord.
Regolamento:
Due punti a vittoria, uno a pareggio, zero a sconfitta.
In caso di pari punti per le squadre fuori dalla zona promozione era in vigore il pari merito.

### Girone B

#### Squadre partecipanti
| Club                     | Città               | Stadio | Stagione precedente |
| ------------------------ | ------------------- | ------ | ------------------- |
| S.C. Italia              | Ponte Chiasso (CO)  |        |                     |
| G.S. Officine Meccaniche | Milano              |        |                     |
| Saronno F.B.C.           | Saronno (VA)        |        |                     |
| U.S. Sestese             | Sesto Calende (VA)  |        |                     |
| S.S. Sommese             | Somma Lombardo (VA) |        |                     |
| U.S. Rescaldinese        | Rescaldina (MI)     |        |                     |
| Varese Sportiva          | Varese              |        |                     |

#### Classifica finale
|  | Pos. | Squadra             | Pt       | G  | V | N | P | GF | GS | DR |
|  | ---- | ------------------- | -------- | -- | - | - | - | -- | -- | -- |
|  | 1.   | Sestese             | 16       | 10 |   |   |   |    |    | +  |
|  | 2.   | Saronno             | 15       | 10 |   |   |   |    |    | +  |
|  | 3.   | Varese              | 14       | 10 |   |   |   |    |    | +  |
|  | 4.   | Sommese             | 9        | 10 |   |   |   |    |    | -  |
|  | 5.   | Officine Meccaniche | 5        | 10 |   |   |   |    |    | -  |
|  | 6.   | Rescaldinese        | 0        | 10 |   |   |   |    |    | -  |
|  | --   | Italia              | Ritirata |    |   |   |   |    |    |    |

Legenda:
      Ammesso alle finali del D.D.I.N.
Regolamento:
Due punti a vittoria, uno a pareggio, zero a sconfitta.
In caso di pari punti per le squadre fuori dalla zona promozione era in vigore il pari merito.
Note:
Manca 1 punto dal computo totale.

### Girone C

#### Squadre partecipanti
| Club                   | Città                         | Stadio | Stagione precedente                         |
| ---------------------- | ----------------------------- | ------ | ------------------------------------------- |
| S.S. Brugherio         | Brugherio (MI)                |        |                                             |
| C.S. Canturino         | Cantù (CO)                    |        |                                             |
| S.C. Lario             | Como-Monte Olimpino (CO)      |        |                                             |
| S.G. Pro Lissone       | Lissone (MI)                  |        | 2ª nel gir.C della Terza Divisione Lombarda |
| Seregno G.C.           | Seregno (MI)                  |        |                                             |
| A.S. Seveso San Pietro | Seveso S. Pietro Martire (MI) |        |                                             |
| Pro Victoria F.C.      | Monza (MI)                    |        |                                             |
| Vis Nova S.C.          | Giussano (MI)                 |        |                                             |

#### Classifica finale
|  | Pos. | Squadra           | Pt | G  | V | N | P | GF | GS | DR |
|  | ---- | ----------------- | -- | -- | - | - | - | -- | -- | -- |
|  | 1.   | Seregno           | 26 | 14 |   |   |   |    |    | +  |
|  | 2.   | Canturino         | 23 | 14 |   |   |   |    |    | +  |
|  | 3.   | Pro Lissone       | 17 | 14 |   |   |   |    |    | +  |
|  | 4.   | Pro Victoria      | 15 | 14 |   |   |   |    |    | +  |
|  | 5.   | Lario             | 11 | 14 |   |   |   |    |    | -  |
|  | 6.   | Vis Nova Giussano | 9  | 14 |   |   |   |    |    | -  |
|  | 7.   | Brugherio         | 6  | 14 |   |   |   |    |    | -  |
|  | 8.   | Seveso            | 3  | 14 |   |   |   |    |    | -  |

Legenda:
      Ammesso alle finali del D.D.I.N.
Regolamento:
Due punti a vittoria, uno a pareggio, zero a sconfitta.
In caso di pari punti per le squadre fuori dalla zona promozione era in vigore il pari merito.
Note:
Mancano 2 punti dal computo totale.

### Girone D

#### Squadre partecipanti
| Club             | Città          | Stadio | Stagione precedente |
| ---------------- | -------------- | ------ | ------------------- |
| Alleanza F.C.    | Milano         |        |                     |
| Dop. Ferroviario | Milano (MI)    |        |                     |
| Sport Iris Milan | Milano         |        |                     |
| S.G. Gallaratese | Gallarate (MI) |        |                     |
| U.S. Magentina   | Magenta (MI)   |        |                     |
| Minerva F.C.     | Milano         |        |                     |
| G.C. Vigevanesi  | Vigevano (PV)  |        |                     |
| S.S. Vittoria    | Pavia          |        |                     |

#### Classifica finale
|  | Pos. | Squadra       | Pt | G  | V | N | P | GF | GS | DR |
|  | ---- | ------------- | -- | -- | - | - | - | -- | -- | -- |
|  | 1.   | GC Vigevanesi | 23 | 10 |   |   |   |    |    | +  |
|  | 2.   | Gallaratese   | 21 | 14 |   |   |   |    |    | +  |
|  | 2.   | Minerva       | 21 | 14 |   |   |   |    |    | +  |
|  | 4.   | Iris Milan    | 17 | 14 |   |   |   |    |    | -  |
|  | 5.   | Vittoria      | 12 | 14 |   |   |   |    |    | -  |
|  | 6.   | Magentina     | 9  | 14 |   |   |   |    |    | -  |
|  | 7.   | Alleanza      | 8  | 14 |   |   |   |    |    | -  |
|  | 8.   | Ferroviario   | 0  | 14 |   |   |   |    |    | -  |

Legenda:
      Ammesso alle finali del D.D.I.N.
Regolamento:
Due punti a vittoria, uno a pareggio, zero a sconfitta.
In caso di pari punti per le squadre fuori dalla zona promozione era in vigore il pari merito.
Note:
Manca 1 punto dal computo totale.

### Girone E

#### Squadre partecipanti
| Club                       | Città                     | Stadio | Stagione precedente |
| -------------------------- | ------------------------- | ------ | ------------------- |
| S.S. A.L.P.E.              | Bergamo                   |        |                     |
| S.S. Casalbuttano          | Casalbuttano (CR)         |        |                     |
| Chiari F.C.                | Chiari (BS)               |        |                     |
| Dop. Lanificio di Manerbio | Manerbio (BS)             |        |                     |
| Pro Palazzolo              | Palazzolo sull'Oglio (BS) |        |                     |
| U.S. Soresinese            | Soresina (CR)             |        |                     |
| Gazzaniga Val Seriana      | Gazzaniga (BG)            |        |                     |

#### Classifica finale
|  | Pos. | Squadra               | Pt | G  | V | N | P | GF | GS | DR |
|  | ---- | --------------------- | -- | -- | - | - | - | -- | -- | -- |
|  | 1.   | Lanificio di Manerbio | 20 | 12 |   |   |   |    |    | +  |
|  | 2.   | Pro Palazzolo         | 19 | 12 |   |   |   |    |    | +  |
|  | 3.   | Chiari                | 16 | 12 |   |   |   |    |    | +  |
|  | 4.   | Casalbuttano          | 10 | 12 |   |   |   |    |    | -  |
|  | 4.   | Soresinese            | 10 | 12 |   |   |   |    |    | -  |
|  | 6.   | A.L.P.E.              | 8  | 12 |   |   |   |    |    | -  |
|  | 7.   | Gazzaniga             | 1  | 12 |   |   |   |    |    | -  |

Legenda:
      Ammesso alle finali del D.D.I.N.
Regolamento:
Due punti a vittoria, uno a pareggio, zero a sconfitta.
In caso di pari punti per le squadre fuori dalla zona promozione era in vigore il pari merito.

## Venezia Tridentina

### Squadre partecipanti
| Club               | Città           | Stadio | Stagione precedente |
| ------------------ | --------------- | ------ | ------------------- |
| Alta Pusteria S.C. | Villabassa (BZ) |        |                     |
| Amateure F.C.      | Bolzano         |        |                     |
| Dop. Bressanone    | Bressanone (BZ) |        |                     |
| S.C. Hansa         | Merano (BZ)     |        |                     |
| Merano S.C         | Merano (BZ)     |        |                     |
| Rapid S.C.         | Bolzano         |        |                     |
| U.S. Rovereto      | Rovereto (TN)   |        |                     |
| U.G. Trento        | Trento          |        |                     |

### Classifica finale
|  | Pos. | Squadra       | Pt | G  | V | N | P | GF | GS | DR |
|  | ---- | ------------- | -- | -- | - | - | - | -- | -- | -- |
|  | 1.   | Rovereto      | 25 | 14 |   |   |   |    |    | +  |
|  | 1.   | Trento        | 25 | 14 |   |   |   |    |    | +  |
|  | 3.   | Merano        | 20 | 14 |   |   |   |    |    | +  |
|  | 4.   | Amateure      | 16 | 14 |   |   |   |    |    | +  |
|  | 5.   | Hansa         | 11 | 14 |   |   |   |    |    | -  |
|  | 6.   | Bressanone    | 6  | 14 |   |   |   |    |    | -  |
|  | 7.   | Rapid         | 5  | 14 |   |   |   |    |    | -  |
|  | 8.   | Alta Pusteria | 4  | 14 |   |   |   |    |    | -  |

Legenda:
      Ammesso alle finali nord.
Regolamento:
Due punti a vittoria, uno a pareggio, zero a sconfitta.
In caso di pari punti per le squadre fuori dalla zona promozione era in vigore il pari merito.

### Spareggio per il primo posto in classifica
|        | Risultati |          | Luogo e data |
| ------ | --------- | -------- | ------------ |
| Trento | 1 - 3     | Rovereto | ?, ? ? 1927  |
|        |           |          |              |

## Veneto

### Girone A

#### Squadre partecipanti
| Club                           | Città                   | Stadio | Stagione precedente |
| ------------------------------ | ----------------------- | ------ | ------------------- |
| A.C. Bassano                   | Bassano del Grappa (VI) |        |                     |
| I.C. Bentegodi                 | Verona                  |        |                     |
| U.S. Cittadellese              | Cittadella (PD)         |        |                     |
| Soc. Circolo Cotonificio Rossi | Vicenza                 |        |                     |
| U.S. Scaligera                 | Isola della Scala (VR)  |        |                     |
| A.C. Schio                     | Schio (VI)              |        |                     |
| A.C. Thiene                    | Thiene (VI)             |        |                     |

#### Classifica finale
|  | Pos. | Squadra           | Pt | G  | V | N | P | GF | GS | DR |
|  | ---- | ----------------- | -- | -- | - | - | - | -- | -- | -- |
|  | 1.   | Thiene            | 18 | 12 |   |   |   |    |    | +  |
|  | 2.   | Schio             | 17 | 12 |   |   |   |    |    | +  |
|  | 3.   | Bassano           | 14 | 12 |   |   |   |    |    | +  |
|  | 4.   | Cotonificio Rossi | 12 | 12 |   |   |   |    |    | +  |
|  | 5.   | Bentegodi Verona  | 10 | 11 |   |   |   |    |    | -  |
|  | 6.   | Scaligera         | 6  | 11 |   |   |   |    |    | -  |
|  | 7.   | Cittadellese      | 5  | 12 |   |   |   |    |    | -  |

Legenda:
      Ammesso alle finali nord.
Regolamento:
Due punti a vittoria, uno a pareggio, zero a sconfitta.
In caso di pari punti per le squadre fuori dalla zona promozione era in vigore il pari merito.
Non sono previste retrocessioni.

### Girone B

#### Squadre partecipanti
| Club                        | Città                | Stadio | Stagione precedente |
| --------------------------- | -------------------- | ------ | ------------------- |
| A.C. Adria                  | Adria (RO)           |        |                     |
| A.C. Battaglia              | Battaglia Terme (PD) |        |                     |
| Atletica F.C. Italia        | Padova               |        |                     |
| Pol. Monselicense           | Monselice (PD)       |        |                     |
| U.S. Muranese               | Venezia-Murano       |        |                     |
| Petrarca F.C. (B = riserve) | Padova               |        |                     |
| U.S. Piovese                | Piove di Sacco (PD)  |        |                     |
| U.S. Virtus Rialtina        | Venezia              |        |                     |
| G.S. Viscosa                | Padova               |        |                     |

#### Classifica finale
|  | Pos. | Squadra         | Pt | G  | V  | N | P  | GF | GS | DR  |
|  | ---- | --------------- | -- | -- | -- | - | -- | -- | -- | --- |
|  | 1.   | Italia Padova   | 30 | 16 | 14 | 2 | 0  | 61 | 11 | +50 |
|  | 2.   | Virtus Rialtina | 28 | 16 | 13 | 2 | 1  | 67 | 20 | +47 |
|  | 3.   | Adria           | 17 | 16 | 7  | 3 | 6  | 46 | 49 | -3  |
|  | 4.   | Muranese        | 16 | 16 | 7  | 2 | 7  | 44 | 48 | -4  |
|  | 5.   | Petrarca        | 15 | 16 | 5  | 5 | 6  | 37 | 34 | +3  |
|  | 6.   | Viscosa         | 12 | 16 | 5  | 2 | 9  | 34 | 55 | -21 |
|  | 7.   | Monselicense    | 11 | 16 | 4  | 3 | 9  | 27 | 53 | -26 |
|  | 8.   | Piovese (-1)    | 7  | 16 | 3  | 2 | 11 | 27 | 41 | -14 |
|  | 9.   | Battaglia (-1)  | 6  | 16 | 2  | 3 | 11 | 16 | 48 | -32 |

Legenda:
      Ammesso alle finali nord.
Regolamento:
Due punti a vittoria, uno a pareggio, zero a sconfitta.
In caso di pari punti per le squadre fuori dalla zona promozione era in vigore il pari merito.
Non sono previste retrocessioni.
Note:
Piovese e Battaglia hanno scontato 1 punto di penalizzazione in classifica per una rinuncia.

### Girone C

#### Squadre partecipanti
| Club                | Città                      | Stadio | Stagione precedente |
| ------------------- | -------------------------- | ------ | ------------------- |
| U.S. Ardor-Giudecca | Venezia                    |        |                     |
| Dop. Ferroviario    | Venezia                    |        |                     |
| A.C. Libertas       | Venezia                    |        |                     |
| U.S. Lido           | Venezia                    |        |                     |
| U.S. Maranese       | Mira-Marano Veneziano (VE) |        |                     |
| U.S. Miranese       | Mirano (VE)                |        |                     |
| A.C. Mestre         | Venezia-Mestre             |        |                     |
| U.S. Noalese        | Noale (VE)                 |        |                     |

#### Classifica finale
|  | Pos. | Squadra        | Pt | G  | V | N | P | GF | GS | DR |
|  | ---- | -------------- | -- | -- | - | - | - | -- | -- | -- |
|  | 1.   | Libertas       | 25 | 14 |   |   |   |    |    | +  |
|  | 2.   | Ardor-Giudecca | 22 | 14 |   |   |   |    |    | +  |
|  | 3.   | Lido           | 17 | 14 |   |   |   |    |    | +  |
|  | 4.   | Ferroviario    | 15 | 14 |   |   |   |    |    | +  |
|  | 5.   | Noalese        | 12 | 14 |   |   |   |    |    | -  |
|  | 6.   | Mestre         | 11 | 14 |   |   |   |    |    | -  |
|  | 7.   | Miranese       | 10 | 14 |   |   |   |    |    | -  |
|  | 8.   | Maranese       | 0  | 14 |   |   |   |    |    | -  |

Legenda:
      Ammesso alle finali nord.
Regolamento:
Due punti a vittoria, uno a pareggio, zero a sconfitta.
In caso di pari punti per le squadre fuori dalla zona promozione era in vigore il pari merito.
Non sono previste retrocessioni.

### Girone D

#### Squadre partecipanti
| Club                | Città                                          | Stadio | Stagione precedente |
| ------------------- | ---------------------------------------------- | ------ | ------------------- |
| S.S. Concordes      | Motta di Livenza (TV)                          |        |                     |
| U.S. Montebellunese | Montebelluna (TV)                              |        |                     |
| S.C. Oderzo         | Oderzo (TV)                                    |        |                     |
| A.C. Portogruarese  | Portogruaro (VE)                               |        |                     |
| G.S. Sacilese       | Sacile (Provincia del Friuli)                  |        |                     |
| U.S. Sanvitese      | San Vito al Tagliamento (Provincia del Friuli) |        |                     |
| G.S. Vittorio       | Vittorio Veneto (TV)                           |        |                     |

#### Classifica finale
|  | Pos. | Squadra        | Pt | G  | V | N | P | GF | GS | DR |
|  | ---- | -------------- | -- | -- | - | - | - | -- | -- | -- |
|  | 1.   | Montebellunese | 23 | 12 |   |   |   |    |    | +  |
|  | 2.   | Concordes      | 17 | 11 |   |   |   |    |    | +  |
|  | 3.   | Oderzo         | 16 | 11 |   |   |   |    |    | +  |
|  | 4.   | Portogruarese  | 9  | 10 |   |   |   |    |    | +  |
|  | 5.   | Sanvitese      | 6  | 12 |   |   |   |    |    | -  |
|  | 6.   | Sacilese       | 4  | 11 |   |   |   |    |    | -  |
|  | 7.   | Vittorio       | 0  | ?? |   |   |   |    |    | -  |

Legenda:
      Ammesso alle finali nord.
Regolamento:
Due punti a vittoria, uno a pareggio, zero a sconfitta.
In caso di pari punti per le squadre fuori dalla zona promozione era in vigore il pari merito.
Non sono previste retrocessioni.

## Venezia Giulia

### Girone A

#### Squadre partecipanti
| Club                           | Città                           | Stadio | Stagione precedente |
| ------------------------------ | ------------------------------- | ------ | ------------------- |
| U.S. Amatori Calcio            | Gorizia                         |        |                     |
| Un.Ginnico Sportiva Cividalese | Cividale del Friuli (UD)        |        |                     |
| Dop. Cormonese                 | Cormons (UD)                    |        |                     |
| G.S. Cotonificio Brunner       | Gorizia-Piedimonte del Calvario |        |                     |
| S.S. Itala                     | Gradisca d'Isonzo (GO)          |        |                     |
| U.C. Pro Cervignano            | Cervignano del Friuli (UD)      |        |                     |
| S.S. Sangiorgina               | San Giorgio di Nogaro (UD)      |        |                     |
| Zorutti                        | Cervignano del Friuli (UD)      |        |                     |

#### Classifica finale
|  | Pos. | Squadra         | Pt | G  | V | N | P | GF | GS | DR |
|  | ---- | --------------- | -- | -- | - | - | - | -- | -- | -- |
|  | 1.   | Itala Gradisca  | 24 | 14 |   |   |   |    |    | +  |
|  | 2.   | Pro Cervignano  | 19 | 14 |   |   |   |    |    | +  |
|  | 3.   | Amatori Gorizia | 13 | 14 |   |   |   |    |    | +  |
|  | 3.   | Cormonese       | 13 | 14 |   |   |   |    |    | +  |
|  | 3.   | Brunner         | 13 | 14 |   |   |   |    |    | -  |
|  | 3.   | Zorutti         | 13 | 14 |   |   |   |    |    | -  |
|  | 7.   | Sangiorgina     | 9  | 14 |   |   |   |    |    | -  |
|  | 8.   | Cividalese      | 8  | 14 |   |   |   |    |    | -  |

Legenda:
      Ammesso alle finali nord.
Regolamento:
Due punti a vittoria, uno a pareggio, zero a sconfitta.
In caso di pari punti per le squadre fuori dalla zona promozione era in vigore il pari merito.

### Girone B

#### Squadre partecipanti
| Club                     | Città                     | Stadio | Stagione precedente |
| ------------------------ | ------------------------- | ------ | ------------------- |
| 58ª Legione San Giusto   | Trieste                   |        |                     |
| Cantiere San Rocco       | Trieste                   |        |                     |
| U.S. Capodistria         | Capodistria (PL)          |        |                     |
| Dop. Cotonificio Brunner | Ronchi dei Legionari (GO) |        |                     |
| A.S. Edera               | Muggia (TS)               |        |                     |
| Dop. Ferroviario         | Trieste                   |        |                     |
| Fascio Giovanni Grion    | Pola                      |        |                     |
| G.S. Porto               | Trieste                   |        |                     |

#### Classifica finale
|  | Pos. | Squadra                | Pt | G  | V  | N | P  | GF | GS | DR |
|  | ---- | ---------------------- | -- | -- | -- | - | -- | -- | -- | -- |
|  | 1.   | Grion Pola             | 23 | 14 | 11 | 1 | 2  | —  | —  | —  |
|  | 2.   | 58ª Legione San Giusto | 22 | 14 | 10 | 2 | 2  | —  | —  | —  |
|  | 3.   | Edera                  | 17 | 14 | 7  | 3 | 4  | —  | —  | —  |
|  | 4.   | Capodistriana          | 16 | 14 | 5  | 6 | 3  | —  | —  | —  |
|  | 5.   | Cantiere San Rocco     | 10 | 14 | 4  | 2 | 8  | —  | —  | —  |
|  | 6.   | Porto                  | 9  | 14 | 3  | 3 | 8  | —  | —  | —  |
|  | 7.   | Ferroviario            | 8  | 14 | 1  | 6 | 7  | —  | —  | —  |
|  | 8.   | Cotonificio Brunner    | 7  | 14 | 3  | 1 | 10 | —  | —  | —  |

Legenda:
      Ammesso alle finali nord.
Regolamento:
Due punti a vittoria, uno a pareggio, zero a sconfitta.
In caso di pari punti per le squadre fuori dalla zona promozione era in vigore il pari merito.

## Emilia

### Girone A

#### Squadre partecipanti
| Club                             | Città                        | Stadio | Stagione precedente |
| -------------------------------- | ---------------------------- | ------ | ------------------- |
| S.S. 74ª Legione M.V.S.N. "Taro" | Borgo San Donnino (PR)       |        |                     |
| G.S. 83ª Legione M.V.S.N.        | Fiorenzuola d'Arda (PC)      |        |                     |
| U.S. Concordiese                 | Concordia sulla Secchia (MO) |        |                     |
| S.S. Juventus                    | Salsomaggiore Terme (PR)     |        |                     |
| U.S. Mirandolese                 | Mirandola (MO)               |        |                     |
| S.G.S. Dop. Panaro               | Modena                       |        |                     |
| Soc. Pro Calcio                  | Guastalla (RE)               |        |                     |
| S.C. Suzzara                     | Suzzara (MN)                 |        |                     |

#### Classifica finale
|  | Pos. | Squadra                     | Pt | G  | V | N | P | GF | GS | DR |
|  | ---- | --------------------------- | -- | -- | - | - | - | -- | -- | -- |
|  | 1.   | Mirandolese                 | 22 | 14 |   |   |   |    |    | +  |
|  | 1.   | Panaro                      | 22 | 14 |   |   |   |    |    | +  |
|  | 3.   | 83ª Legione M.V.S.N.        | 21 | 14 |   |   |   |    |    | +  |
|  | 4.   | Concordiese                 | 19 | 14 |   |   |   |    |    | +  |
|  | 5.   | Pro Calcio                  | 12 | 14 |   |   |   |    |    | -  |
|  | 6.   | 74ª Legione M.V.S.N. "Taro" | 9  | 14 |   |   |   |    |    | -  |
|  | 7.   | Suzzara                     | 7  | 14 |   |   |   |    |    | -  |
|  | 8.   | Juventus                    | 0  | 14 |   |   |   |    |    | -  |

Legenda:
      Ammesso alle finali nord.
Regolamento:
Due punti a vittoria, uno a pareggio, zero a sconfitta.
In caso di pari punti per le squadre fuori dalla zona promozione era in vigore il pari merito.

### Girone B

#### Squadre partecipanti
| Club                     | Città                          | Stadio | Stagione precedente |
| ------------------------ | ------------------------------ | ------ | ------------------- |
| A.C. Bologna             | Bologna                        |        |                     |
| Pol. Casalecchio         | Casalecchio di Reno (BO)       |        |                     |
| F.C. Castelfranco Emilia | Castelfranco Emilia (MO)       |        |                     |
| Cento F.C.               | Cento (FE)                     |        |                     |
| S.G. Fortitudo           | Bologna                        |        |                     |
| S.G. Persicetana         | San Giovanni in Persiceto (BO) |        |                     |
| S.C. Progresso           | Castel Maggiore (BO)           |        |                     |
| U.S. Ravennate           | Ravenna                        |        |                     |
| C.S. Sant'Agostino       | Sant'Agostino (FE)             |        |                     |

#### Classifica finale
|  | Pos. | Squadra             | Pt | G  | V  | N | P  | GF | GS | DR  |
|  | ---- | ------------------- | -- | -- | -- | - | -- | -- | -- | --- |
|  | 1.   | Casalecchio         | 30 | 16 | 14 | 2 | 0  | 55 | 13 | +42 |
|  | 2.   | Castelfranco Emilia | 19 | 16 | 9  | 1 | 6  | 48 | 27 | +21 |
|  | 3.   | Sant'Agostino       | 17 | 16 | 7  | 3 | 6  | 30 | 40 | -10 |
|  | 4.   | Cento               | 16 | 16 | 6  | 4 | 6  | 35 | 34 | +1  |
|  | 5.   | Fortitudo           | 15 | 16 | 3  | 9 | 4  | 22 | 25 | -3  |
|  | 5.   | Ravennate           | 15 | 16 | 6  | 3 | 7  | 27 | 29 | -2  |
|  | 7.   | Persicetana         | 13 | 16 | 5  | 3 | 8  | 28 | 34 | -6  |
|  | 8.   | Progresso           | 10 | 16 | 4  | 2 | 10 | 16 | 32 | -16 |
|  | 9.   | AC Bologna (-1)     | 8  | 16 | 4  | 1 | 11 | 19 | 46 | -27 |

Legenda:
      Ammesso alle finali nord.
Regolamento:
Due punti a vittoria, uno a pareggio, zero a sconfitta.
In caso di pari punti per le squadre fuori dalla zona promozione era in vigore il pari merito.
Note:
AC Bologna ha scontato 1 punto di penalizzazione in classifica per una rinuncia.

### Girone C

#### Squadre partecipanti
| Club                        | Città                 | Stadio | Stagione precedente |
| --------------------------- | --------------------- | ------ | ------------------- |
| C.S. Francesco Baracca Lugo | Lugo (RA)             |        |                     |
| S.C. Biagio Nazzaro         | Riccione (FO)         |        |                     |
| F.C. Castelbolognese        | Castel Bolognese (RA) |        |                     |
| U.S. Forti e Liberi         | Forlì                 |        |                     |
| U.S. Imolese                | Imola (BO)            |        |                     |
| S.C. Libertas               | Rimini (FO)           |        |                     |
| U.S. Renato Serra           | Cesena (FO)           |        |                     |
| U.S. Russi                  | Russi (RA)            |        |                     |

#### Classifica finale
|  | Pos. | Squadra         | Pt | G  | V | N | P | GF | GS | DR |
|  | ---- | --------------- | -- | -- | - | - | - | -- | -- | -- |
|  | 1.   | Forlì           | 24 | 14 |   |   |   |    |    | +  |
|  | 2.   | Baracca Lugo    | 22 | 14 |   |   |   |    |    | +  |
|  | 3.   | Imolese         | 16 | 14 |   |   |   |    |    | +  |
|  | 3.   | Russi           | 16 | 14 |   |   |   |    |    | +  |
|  | 5.   | Renato Serra    | 13 | 14 |   |   |   |    |    | -  |
|  | 6.   | Castelbolognese | 10 | 14 |   |   |   |    |    | -  |
|  | 7.   | Libertas Rimini | 6  | 14 |   |   |   |    |    | -  |
|  | 8.   | Biagio Nazzaro  | 2  | 14 |   |   |   |    |    | -  |

Legenda:
      Ammesso alle finali nord.
Regolamento:
Due punti a vittoria, uno a pareggio, zero a sconfitta.
In caso di pari punti per le squadre fuori dalla zona promozione era in vigore il pari merito.
Note:
Mancano 3 punti dal computo totale.

## Toscana

### Girone A

#### Squadre partecipanti
| Club               | Città            | Stadio | Stagione precedente |
| ------------------ | ---------------- | ------ | ------------------- |
| A.C. A.S.S.I.      | Firenze          |        |                     |
| F.C. Empoli        | Empoli (FI)      |        |                     |
| U.S. G.E.A.        | Firenze          |        |                     |
| U.S. Itala Ausonia | Firenze          |        |                     |
| S.S. Juventus      | Arezzo           |        |                     |
| C.S. Rapid         | Firenze-Peretola |        |                     |
| S.M.S. Rifredi     | Firenze          |        |                     |

#### Classifica finale
|  | Pos. | Squadra       | Pt | G  | V  | N | P  | GF | GS | DR  |
|  | ---- | ------------- | -- | -- | -- | - | -- | -- | -- | --- |
|  | 1.   | Empoli        | 22 | 12 | 11 | 0 | 1  | 52 | 12 | +40 |
|  | 2.   | G.E.A.        | 18 | 12 | 8  | 2 | 2  | 29 | 13 | +16 |
|  | 2.   | A.S.S.I.      | 18 | 12 | 8  | 2 | 2  | 30 | 11 | +19 |
|  | 4.   | Juve Arezzo   | 10 | 12 | 4  | 2 | 6  | 21 | 29 | -8  |
|  | 5.   | Rapid         | 8  | 12 | 4  | 0 | 8  | 24 | 38 | -14 |
|  | 6.   | Rifredi       | 6  | 12 | 2  | 2 | 8  | 15 | 33 | -18 |
|  | 7.   | Itala Ausonia | 2  | 12 | 1  | 0 | 11 | 7  | 42 | -35 |

Legenda:
      Ammesso alle finali nord.
Regolamento:
Due punti a vittoria, uno a pareggio, zero a sconfitta.
In caso di pari punti per le squadre fuori dalla zona promozione era in vigore il pari merito.

### Girone B

#### Squadre partecipanti
| Club                      | Città                    | Stadio | Stagione precedente |
| ------------------------- | ------------------------ | ------ | ------------------- |
| U.S. Colligiana           | Colle di Val d'Elsa (SI) |        |                     |
| S.S. Juventus             | Massa                    |        |                     |
| S.S. Nuova Italia         | Forte dei Marmi (LU)     |        |                     |
| G.S. Officine San Giorgio | Pistoia                  |        |                     |
| S.C. Pietrasanta          | Pietrasanta (LU)         |        |                     |
| S.S. Robur                | Siena                    |        |                     |
| S.C. Vigor                | Fucecchio (FI)           |        |                     |

#### Classifica finale
|  | Pos. | Squadra              | Pt | G  | V | N | P | GF | GS | DR  |
|  | ---- | -------------------- | -- | -- | - | - | - | -- | -- | --- |
|  | 1.   | Robur                | 17 | 12 | 8 | 1 | 3 | 25 | 13 | +12 |
|  | 2.   | Colligiana           | 14 | 12 | 4 | 6 | 2 | 20 | 11 | +9  |
|  | 2.   | Vigor Fucecchio      | 14 | 12 | 4 | 6 | 2 | 20 | 16 | +4  |
|  | 4.   | Juventus Massa       | 13 | 12 | 6 | 1 | 5 | 21 | 17 | +4  |
|  | 5.   | Officine San Giorgio | 12 | 12 | 5 | 2 | 5 | 15 | 16 | -1  |
|  | 6.   | Pietrasanta          | 9  | 12 | 3 | 3 | 6 | 16 | 22 | -6  |
|  | 7.   | Nuova Italia         | 5  | 12 | 2 | 1 | 9 | 5  | 27 | -22 |

Legenda:
      Ammesso alle finali nord.
Regolamento:
Due punti a vittoria, uno a pareggio, zero a sconfitta.
In caso di pari punti per le squadre fuori dalla zona promozione era in vigore il pari merito.

### Girone C

#### Squadre partecipanti
| Club                 | Città                    | Stadio | Stagione precedente |
| -------------------- | ------------------------ | ------ | ------------------- |
| U.S. Castiglioncello | Rosignano Marittimo (LI) |        |                     |
| G.S. F.I.L.          | Livorno                  |        |                     |
| U.S. Grosseto        | Grosseto                 |        |                     |
| U.S. Pontedera       | Pontedera (PI)           |        |                     |
| U.S. Sempre Avanti   | Piombino (LI)            |        |                     |
| G.S. Solvay          | Rosignano Marittimo (LI) |        |                     |

#### Classifica finale
|  | Pos. | Squadra         | Pt | G  | V | N | P  | GF | GS | DR  |
|  | ---- | --------------- | -- | -- | - | - | -- | -- | -- | --- |
|  | 1.   | Pontedera       | 17 | 10 | 8 | 1 | 1  | 27 | 10 | +17 |
|  | 2.   | Sempre Avanti   | 16 | 10 | 7 | 2 | 1  | 19 | 8  | +11 |
|  | 3.   | Solvay          | 12 | 10 | 5 | 2 | 3  | 15 | 12 | +3  |
|  | 4.   | F.I.L.          | 10 | 10 | 3 | 4 | 3  | 22 | 16 | +6  |
|  | 5.   | Castiglioncello | 5  | 10 | 2 | 1 | 7  | 18 | 26 | -8  |
|  | 6.   | Grosseto        | 0  | 10 | 0 | 0 | 10 | 1  | 30 | -29 |

Legenda:
      Ammesso alle finali nord.
Regolamento:
Due punti a vittoria, uno a pareggio, zero a sconfitta.
In caso di pari punti per le squadre fuori dalla zona promozione era in vigore il pari merito.

## Finali del Direttorio Divisioni Inferiori Nord
Il regolamento originale prevedeva la promozione dei vincitori dei sei gironcini finali interregionali. Successivamente però, in seguito alle proteste dei club del Nord che lamentavano come la Carta di Viareggio avesse nei fatti radicalmente sfoltito nell’area padana gli organici del terzo campionato, le autorità fasciste allargarono il campionato di Seconda Divisione ripescandovi gran parte delle finaliste di Terza Divisione.

### Girone A

#### Classifica finale
|  | Pos. | Squadra               | Pt | G | V | N | P | GF | GS | DR |
|  | ---- | --------------------- | -- | - | - | - | - | -- | -- | -- |
|  | 1.   | Acqui                 | 11 | 8 |   |   |   |    |    | +  |
|  | 2.   | Vola                  | 10 | 8 |   |   |   |    |    | +  |
|  | 3.   | Alta Italia           | 8  | 8 |   |   |   |    |    | +  |
|  | 4.   | Ventimigliese         | 7  | 8 |   |   |   |    |    | -  |
|  | 5.   | Off.Mecc. San Giorgio | 4  | 8 |   |   |   |    |    | -  |

Legenda:
      Promosso in Seconda Divisione 1927-1928.
 Sciolta per aggregazioni cittadine fasciste.
Regolamento:
Due punti a vittoria, uno a pareggio, zero a sconfitta.
In caso di pari punti per le squadre fuori dalla zona promozione era in vigore il pari merito.

### Girone B

#### Classifica finale
|  | Pos. | Squadra       | Pt | G | V | N | P | GF | GS | DR  |
|  | ---- | ------------- | -- | - | - | - | - | -- | -- | --- |
|  | 1.   | GC Vigevanesi | 14 | 8 | 7 | 0 | 1 | 28 | 6  | +22 |
|  | 1.   | Vogherese     | 14 | 8 | 7 | 0 | 1 | 30 | 9  | +21 |
|  | 3.   | Domo          | 6  | 8 |   |   |   |    |    | +   |
|  | 3.   | Sestese       | 6  | 8 |   |   |   |    |    | -   |
|  | 5.   | Valle Cervo   | 0  | 8 | 0 | 0 | 8 | 6  | 34 | -28 |

Legenda:
      Promosso in Seconda Divisione 1927-1928.
Regolamento:
Due punti a vittoria, uno a pareggio, zero a sconfitta.
In caso di pari punti per le squadre fuori dalla zona promozione era in vigore il pari merito.

### Girone C

#### Classifica finale
|  | Pos. | Squadra        | Pt | G | V | N | P | GF | GS | DR |
|  | ---- | -------------- | -- | - | - | - | - | -- | -- | -- |
|  | 1.   | Seregno        | 11 | 6 |   |   |   |    |    | +  |
|  | 2.   | Forti e Liberi | 9  | 6 |   |   |   |    |    | +  |
|  | 3.   | Manerbio       | 3  | 6 |   |   |   |    |    | -  |
|  | 4.   | Mirandolese    | 1  | 6 |   |   |   |    |    | -  |

Legenda:
      Promosso in Seconda Divisione 1927-1928.
Regolamento:
Due punti a vittoria, uno a pareggio, zero a sconfitta.
In caso di pari punti per le squadre fuori dalla zona promozione era in vigore il pari merito.

### Girone D

#### Classifica finale
|  | Pos. | Squadra       | Pt | G | V | N | P | GF | GS | DR |
|  | ---- | ------------- | -- | - | - | - | - | -- | -- | -- |
|  | 1.   | Thiene        | 8  | 6 |   |   |   |    |    | +  |
|  | 2.   | Italia Padova | 7  | 6 |   |   |   |    |    | +  |
|  | 3.   | Casalecchio   | 6  | 6 |   |   |   |    |    | -  |
|  | 4.   | Rovereto      | 3  | 6 |   |   |   |    |    | -  |

Legenda:
      Promosso in Seconda Divisione 1927-1928.
 Sciolta per aggregazioni cittadine fasciste.
Regolamento:
Due punti a vittoria, uno a pareggio, zero a sconfitta.
In caso di pari punti per le squadre fuori dalla zona promozione era in vigore il pari merito.

### Girone E

#### Classifica finale
|  | Pos. | Squadra          | Pt | G | V | N | P | GF | GS | DR  |
|  | ---- | ---------------- | -- | - | - | - | - | -- | -- | --- |
|  | 1.   | Grion Pola       | 9  | 6 | 4 | 1 | 1 | 25 | 8  | +17 |
|  | 2.   | Libertas Venezia | 7  | 6 |   |   |   |    |    | +   |
|  | 3.   | Itala Gradisca   | 5  | 6 |   |   |   |    |    | -   |
|  | 4.   | Montebellunese   | 3  | 6 |   |   |   |    |    | -   |

Legenda:
      Promosso in Seconda Divisione 1927-1928.
Regolamento:
Due punti a vittoria, uno a pareggio, zero a sconfitta.
In caso di pari punti per le squadre fuori dalla zona promozione era in vigore il pari merito.

### Girone F

#### Classifica finale
|  | Pos. | Squadra        | Pt | G | V | N | P | GF | GS | DR |
|  | ---- | -------------- | -- | - | - | - | - | -- | -- | -- |
|  | 1.   | Pontedera      | 9  | 6 | 3 | 3 | 0 | 9  | 5  | +4 |
|  | 2.   | Siena          | 6  | 6 | 1 | 4 | 1 | 9  | 13 | -4 |
|  | 3.   | Sestri Levante | 5  | 6 | 2 | 1 | 3 | 12 | 11 | +1 |
|  | 4.   | Empoli         | 4  | 6 | 1 | 2 | 3 | 9  | 10 | -1 |

Legenda:
      Promosso in Seconda Divisione 1927-1928.
Regolamento:
Due punti a vittoria, uno a pareggio, zero a sconfitta.
In caso di pari punti per le squadre fuori dalla zona promozione era in vigore il pari merito.

#### Calendario
| Andata (1ª) | Andata (1ª) | Prima giornata           | Ritorno (4ª) | Ritorno (4ª) |
|             |             |                          |              |              |
| 22 mag.     | 3-2         | Robur-Empoli             | 2-2          | 26 giu.      |
| 22 mag.     | 3-2         | Pontedera-Sestri Levante | 2-0          | 26 giu.      |

| Andata (2ª) | Andata (2ª) | Seconda giornata     | Ritorno (5ª) | Ritorno (5ª) |
|             |             |                      |              |              |
| 5 giu.      | 1-1         | Empoli-Pontedera     | 0-1          | 3 lug.       |
| 5 giu.      | 6-1         | Sestri Levante-Robur | 1-1          | 3 lug.       |

| Andata (3ª) | Andata (3ª) | Terza giornata        | Ritorno (6ª) | Ritorno (6ª) |
|             |             |                       |              |              |
| 12 giu.     | 1-1         | Robur-Pontedera       | 1-1          | 17 lug.      |
| 12 giu.     | 2-0         | Empoli-Sestri Levante | 2-3          | 17 lug.      |

## Marche

### Squadre partecipanti
| Club                | Città                         | Stadio | Stagione precedente                      |
| ------------------- | ----------------------------- | ------ | ---------------------------------------- |
| C.S. Vigor Ascoli   | Ascoli Piceno                 |        |                                          |
| U.S. Borghetto      | Ancona                        |        |                                          |
| Jolanda             | Ancona                        |        |                                          |
| U.S. Osimana        | Osimo (AN)                    |        |                                          |
| U.S. Sambenedettese | San Benedetto del Tronto (AP) |        |                                          |
| U.S. Tolentino      | Tolentino (MC)                |        |                                          |
| Vigor Senigallia    | Senigallia (AN)               |        | 2ª in 2ª Divisione Marche, rinunciataria |
| G.S. Vis Pesaro     | Pesaro                        |        |                                          |

### Classifica finale
|  | Pos. | Squadra          | Pt | G  | V | N | P | GF | GS | DR |
|  | ---- | ---------------- | -- | -- | - | - | - | -- | -- | -- |
|  | 1.   | Vigor Ascoli     | 21 | ?? |   |   |   |    |    | +  |
|  | 2.   | Sambenedettese   | 20 | ?? |   |   |   |    |    | +  |
|  | 3.   | Jolanda          | 12 | ?? |   |   |   |    |    | +  |
|  | 4.   | Tolentino        | 10 | ?? |   |   |   |    |    | +  |
|  | 5.   | Vis Pesaro       | 8  | ?? |   |   |   |    |    | -  |
|  | 6.   | Borghetto        | 5  | ?? |   |   |   |    |    | -  |
|  | 6.   | Osimana          | 5  | ?? |   |   |   |    |    | -  |
|  | 8.   | Vigor Senigallia | 0  | ?? |   |   |   |    |    | -  |

Legenda:
      Promosso in Seconda Divisione 1927-1928.
Regolamento:
Due punti a vittoria, uno a pareggio, zero a sconfitta.
In caso di pari punti per le squadre fuori dalla zona promozione era in vigore il pari merito.

## Abruzzi

### Girone unico

#### Squadre partecipanti
| Club          | Città                        | Stadio | Stagione precedente |
| ------------- | ---------------------------- | ------ | ------------------- |
| Castrum       | Silvi (TE)                   | ?      | ?                   |
| S.S. Giuliese | Giulianova (TE)              | ?      | ?                   |
| Ursus         | Castellammare Adriatico (PE) | ?      | ?                   |

## Lazio

### Girone unico

#### Squadre partecipanti
| Club                   | Città      | Stadio | Stagione precedente |
| ---------------------- | ---------- | ------ | ------------------- |
| S.S. Esquilino         | Roma       | -      |                     |
| F.C. Ideale Trastevere | Roma       | -      |                     |
| G.S. Luigi Priori      | Roma       | -      |                     |
| F.S. Ostiense          | Ostia (RM) | -      |                     |
| C.S. Romano            | Roma       | -      |                     |
| G.S. Salario           | Roma       | -      |                     |
| U.S. Viscosa           | Roma       | -      |                     |
| U.S. Viterbese         | Viterbo    | -      |                     |

#### Classifica finale
|  | Pos. | Squadra           | Pt | G  | V | N | P | GF | GS |   |
|  | ---- | ----------------- | -- | -- | - | - | - | -- | -- | - |
|  | 1.   | Romano            | 23 | ?? |   |   |   |    |    | + |
|  | 2.   | Ostiense          | 21 | ?? |   |   |   |    |    | + |
|  | 3.   | Viscosa           | 20 | ?? |   |   |   |    |    | + |
|  | 4.   | Viterbese         | 14 | ?? |   |   |   |    |    | + |
|  | 4.   | Esquilino         | 14 | ?? |   |   |   |    |    | - |
|  | 6.   | Salario           | 11 | ?? |   |   |   |    |    | - |
|  | 7.   | Ideale Trastevere | 3  | ?? |   |   |   |    |    | - |
|  | 8.   | Luigi Priori      | 0  | ?? |   |   |   |    |    | - |

Legenda:
      Promossa in Seconda Divisione 1927-1928.
Regolamento:
Due punti a vittoria, uno a pareggio, zero a sconfitta.
In caso di pari punti per le squadre fuori dalla zona promozione era in vigore il pari merito.

## Campania

### Girone unico

#### Squadre partecipanti
| Club                      | Città                   | Stadio | Stagione precedente |
| ------------------------- | ----------------------- | ------ | ------------------- |
| U.S. Caivanese            | Caivano (NA)            |        |                     |
| U.S. Pignaratese          | Pignataro Maggiore (CE) |        |                     |
| Libertas F.C.             | Salerno                 |        |                     |
| S.S. Silurificio Italiano | Napoli                  |        |                     |

#### Classifica finale
|  | Pos. | Squadra              | Pt | G | V | N | P | GF | GS | DR  |
|  | ---- | -------------------- | -- | - | - | - | - | -- | -- | --- |
|  | 1.   | Silurificio Italiano | 10 | 6 | 5 | 0 | 1 | 12 | 7  | +5  |
|  | 2.   | Caivanese            | 8  | 6 | 4 | 0 | 2 | 17 | 3  | +14 |
|  | 3.   | Libertas Salerno     | 6  | 6 | 3 | 0 | 3 | 21 | 12 | +9  |
|  | 4.   | Pignaratese (-3)     | 0  | 6 | 0 | 0 | 6 | 0  | 28 | -28 |

Legenda:
      Promosso in Seconda Divisione 1927-1928.
Regolamento:
Due punti a vittoria, uno a pareggio, zero a sconfitta.
In caso di pari punti per le squadre fuori dalla zona promozione era in vigore il pari merito.
Note:
Pignaratese ha scontato 3 punti di penalizzazione in classifica per tre rinunce.
Silurificio Italiano Napoli, promosso in quanto vincitore del campionato, si iscrisse regolarmente alla Seconda Divisione, ma rinunciò al campionato e si iscrisse di nuovo in Terza Divisione.

#### Calendario
| Andata (1ª) | Andata (1ª) | Prima giornata           | Ritorno (4ª) | Ritorno (4ª) |
|             |             |                          |              |              |
| 06 feb.     | 0-1         | Caivanese-Silurificio    | 1-2          | 20 mar.      |
| 06 feb.     | 13-0        | Lib. Salerno-Pignaratese | 2-0          | 20 mar.      |

| Andata (2ª) | Andata (2ª) | Seconda giornata        | Ritorno (5ª) | Ritorno (5ª) |
|             |             |                         |              |              |
| 13 feb.     | 6-0         | Caivanese-Lib. Salerno  | 1-0          | 13 mar.      |
| 13 feb.     | 0-2         | Pignaratese-Silurificio | 0-2          | 13 mar.      |

| Andata (3ª) | Andata (3ª) | Terza giornata           | Ritorno (6ª) | Ritorno (6ª) |
|             |             |                          |              |              |
| 20 feb.     | 0-7         | Pignaratese-Caivanese    | 0-2          | 27 mar.      |
| 20 feb.     | 4-1         | Silurificio-Lib. Salerno | 1-5          | 27 mar.      |

## Puglia

### Girone A

#### Squadre partecipanti
| Club                           | Città          | Stadio | Stagione precedente |
| ------------------------------ | -------------- | ------ | ------------------- |
| F.B.C. Bari                    | Bari           |        |                     |
| U.S. Biscegliese               | Bisceglie (BA) |        |                     |
| U.S. Fulgor                    | Molfetta (BA)  |        |                     |
| U.S. Ideale Bari (B = riserve) | Bari           |        |                     |
| Splendor                       | Bari           |        |                     |

#### Classifica finale
|  | Pos. | Squadra         | Pt | G | V | N | P | GF | GS | DR |
|  | ---- | --------------- | -- | - | - | - | - | -- | -- | -- |
|  | 1.   | Ideale B        | 14 | 8 |   |   |   |    |    | +  |
|  | 2.   | Splendor        | 12 | 8 |   |   |   |    |    | +  |
|  | 3.   | Biscegliese     | 7  | 8 |   |   |   |    |    | +  |
|  | 4.   | Fulgor Molfetta | 6  | 8 |   |   |   |    |    | -  |
|  | 5.   | FBC Bari        | 0  | 8 |   |   |   |    |    | -  |

Legenda:
      Ammesso alla finale regionale.
Regolamento:
Due punti a vittoria, uno a pareggio, zero a sconfitta.
In caso di pari punti per le squadre fuori dalla zona promozione era in vigore il pari merito.
Note:
Manca 1 punto dal computo totale.

### Girone B

#### Squadre partecipanti
| Club                      | Città              | Stadio | Stagione precedente |
| ------------------------- | ------------------ | ------ | ------------------- |
| Ausonia                   | Foggia             |        |                     |
| S.C. Foggia (B = riserve) | Foggia             |        |                     |
| F.B.C. San Severo         | San Severo (FG)    |        |                     |
| Savoia                    | Foggia             |        |                     |
| U.S. Torremaggiore        | Torremaggiore (FG) |        |                     |

#### Classifica finale
|  | Pos. | Squadra       | Pt | G | V | N | P | GF | GS | DR |
|  | ---- | ------------- | -- | - | - | - | - | -- | -- | -- |
|  | 1.   | Torremaggiore | 16 | 8 |   |   |   |    |    | +  |
|  | 2.   | Foggia B      | 12 | 8 |   |   |   |    |    | +  |
|  | 3.   | Ausonia       | 6  | 8 |   |   |   |    |    | +  |
|  | 4.   | Savoia        | 4  | 8 |   |   |   |    |    | -  |
|  | 5.   | San Severo    | 0  | 8 |   |   |   |    |    | -  |

Legenda:
      Ammesso alla finale regionale.
Regolamento:
Due punti a vittoria, uno a pareggio, zero a sconfitta.
In caso di pari punti per le squadre fuori dalla zona promozione era in vigore il pari merito.
Note:
Mancano 2 punti dal computo totale.

### Finale regionale
|               | Risultato |               | Luogo e data            |
| ------------- | --------- | ------------- | ----------------------- |
| Splendor Bari | 6 - 0     | Torremaggiore | Bari, ? ? 1927          |
|               |           |               |                         |
| Torremaggiore | 1 - 2     | Splendor Bari | Torremaggiore, ? ? 1927 |
|               |           |               |                         |

- Splendor Bari campione pugliese di Terza Divizione.

## Sicilia

### Girone A

#### Squadre partecipanti
| Club          | Città                | Stadio | Stagione precedente |
| ------------- | -------------------- | ------ | ------------------- |
| Conca d'Oro   | Palermo              |        |                     |
| U.S. Indomita | Palermo              |        |                     |
| S.C. Nauting  | Termini Imerese (PA) |        |                     |
| Stella Savoia | Palermo              |        |                     |

#### Classifica finale
|  | Pos. | Squadra       | Pt | G | V | N | P | GF | GS | DR |
|  | ---- | ------------- | -- | - | - | - | - | -- | -- | -- |
|  | 1.   | Indomita      | 10 | 6 |   |   |   |    |    | +  |
|  | 2.   | Conca d'Oro   | ?? | 6 |   |   |   |    |    | +  |
|  | 3.   | Stella Savoia | ?? | 6 |   |   |   |    |    | +  |
|  | 4.   | Nauting       | ?? | 6 |   |   |   |    |    | -  |

Legenda:
      Ammesso alla finale regionale.
Regolamento:
Due punti a vittoria, uno a pareggio, zero a sconfitta.
In caso di pari punti per le squadre fuori dalla zona promozione era in vigore il pari merito.

### Girone B

#### Squadre partecipanti
| Club                       | Città        | Stadio | Stagione precedente |
| -------------------------- | ------------ | ------ | ------------------- |
| Marsala F.C.               | Marsala (TP) |        |                     |
| Palermo F.C. (B = riserve) | Palermo      |        |                     |

#### Classifica finale
|  | Pos. | Squadra   | Pt | G | V | N | P | GF | GS | DR |
|  | ---- | --------- | -- | - | - | - | - | -- | -- | -- |
|  | 1.   | Marsala   | 2  | 2 |   |   |   |    |    | +  |
|  | 1.   | Palermo B | 2  | 2 |   |   |   |    |    | -  |

Legenda:
      Ammesso alla finale regionale.
Regolamento:
Due punti a vittoria, uno a pareggio, zero a sconfitta.
In caso di pari punti per le squadre fuori dalla zona promozione era in vigore il pari merito.

### Finale sicula
- Vince l’Indomita, che si fonde col Littorio Stadium già in Seconda.

## Verdetti finali
- Acqui, Giovanni Grion, Pontedera, Seregno, Thiene, Vigevanesi e Vogherese sono promosse in Seconda Divisione Nord 1927-1928.
- Nocerina, Romano, Torremaggiore e Vigor Ascoli sono promosse in Seconda Divisione Sud 1927-1928.
- Tutte le finaliste sono poi ammesse in Seconda Divisione per riforma del campionato.

### Libri
- Luigi Saverio Bertazzoni (a cura di) Annuario Italiano del Giuoco del Calcio - Volume I 1926-27 e 1927-28 - per conto della F.I.G.C. - Bologna. Conservato dalle Biblioteche: Biblioteca Nazionale Centrale di Firenze e Biblioteca Universitaria Estense di Modena.
- Carlo Fontanelli, Cento anni di calcio - Italia 1926/27 - Lo scudetto revocato - Mariposa Editrice S.r.l., Fornacette (PI), luglio 1997.
- Elvino Tommasini, I nerostellati del Grion di Pola, Parma, Umberto Nicoli Editore, 1980,  p. 71.

### Giornali sportivi
- Gazzetta dello Sport, anni 1926 e 1927, consultabile presso le Biblioteche:
  - Biblioteca Civica di Torino,
  - Biblioteca Nazionale Braidense di Milano,
  - Biblioteca Civica Berio di Genova,
  - Biblioteca Nazionale Centrale di Firenze,
  - Biblioteca Nazionale Centrale di Roma.
- Il paese sportivo, di Torino (dal 1919 al 1929), consultabile presso:
  - Biblioteca Nazionale Centrale di Firenze Archiviato il 4 marzo 2016 in Internet Archive..
  - Biblioteca Civica di Torino, Via Cittadella 5 (anni incompleti 1924, 1925, 1927 e 1929, microfilmati).
  - Archivio Storico Città di Torino, Via Barbaroux 32 (anni incompleti 1924, 1925, 1927, 1928 e 1929, microfilmati).
- Il Corriere dello Sport, di Bologna (dal 1926 al 1927), consultabile presso:
  - Biblioteca Universitaria di Bologna (dal 1926 al 1927);
  - Biblioteca Nazionale Centrale di Firenze (dal 1926 al 1927, microfilmato).
- Il Biellese, anni 1926 e 1927, consultabile online.
- La Gazzetta, d'Intra, anni 1926 e 1927, consultabile online su giornalidelpiemonte.it.
- Gazzetta di Venezia, anni 1926 e 1927, consultabile online su Biblioteca nazionale centrale di Roma.
- Il Telegrafo, di Livorno, anni 1926 e 1927, consultabile online.
- Il Giornale di Voghera, anni 1926 e 1927, consultabile online.